# Fromia hadracantha
Fromia hadracantha är en sjöstjärneart som beskrevs av Hubert Lyman Clark 1921. Fromia hadracantha ingår i släktet Fromia och familjen Ophidiasteridae. Inga underarter finns listade i Catalogue of Life.